# Efrin
Efrin je proteinový  ligand pro eph receptory. Eph receptory pak tvoří největší známou podskupinui tyrozinkinázových receptorů (RTKs).
Eph/efrin signalizace reguluje řadu biologických procesů v průběhu embryonálního vývoje včetně vedení kuželu axonů, tvorba hranice tkáně , buněčné migrace a segmentace. Navíc, Eph/ephrin signalizace hraje zásadní roli v udržování několika procesů v dospělosti, včetně dlouhodobé potenciace, angiogeneze, a diferenciace kmenových buněk.